# Colli Bolognesi Merlot Zola Predosa
Le Colli Bolognesi Merlot Zola Predosa est un vin rouge italien de la région Émilie-Romagne doté d'une appellation DOC depuis le 29 mai 1975. Seuls ont droit à la DOC les vins récoltés à l'intérieur de l'aire de production définie par le décret.

## Aire de l'appellation
La sous-zone « Zola Predosa » est définie par des parcelles dans la commune de Zola Predosa, dans la province de Bologne.

## Caractéristiques organoleptiques
- couleur: rouge rubis avec des reflets violacés
- odeur: caractéristique, légèrement épicé
- saveur: sèche ou légèrement aimable,  harmonique

Le Colli Bolognesi Merlot Zola Predosa se déguste à une température de 14 à 16 °C et il se gardera 2 – 4 ans.

## Production
Province, saison, volume en hectolitres :
- pas de données disponibles